# Кагарлицький район
Кагарли́цький райо́н — колишній район у Київській області України, розташований на південному сході області. Районний центр — місто Кагарлик. Утворений 1923 року. Ліквідований у ході адміністративної реформи 2019—2020 років. Територія Кагарлицького району влилася до Обухівського району Київської області.
Населення становить 33 890 осіб (на 1 січня 2016). Площа — 926 км².
Кагарличчина — був одним із давніх, аграрно міцних районів Київщини.

## Географія
Район розташований в лісостеповій зоні, в південно-східній частині Київської області.
Територію району перетинають автомобільні шляхи державного значення Н01 (Київ — Знам'янка) — 28 км, та Н02 (Біла Церква — Ржищів) — 42 км. Шляхи обласного значення становлять — 70,4 км, місцевого значення 171,5 км. Загальна кількість населення 37,8 тисяч чоловік.
Зокрема, північно-східна частина Кагарлицького району в силу свого географічного розташування та особливостей історичного розвитку має необхідні ресурси для розвитку туризму. Близькість до найбільшої водної артерії України річки Дніпро та чудові місцеві краєвиди створюють прекрасні умови для розвитку сільського зеленого туризму саме в цій частині району, що активно використовується місцевими жителями, котрі розгорнули на цьому цілий місцевий міні-бізнес — від індивідуальних турів з зупинкою по місцевих садибах, до групових екскурсій.

## Історія Кагарличчини
Племена Трипільської культури, які утверджували себе передусім як осілі племена, заклали основи землеробства, скотарства на Правобережжі України. Проклали торгові шляхи до близьких і далеких обжитих земель.
У Кагарлицькому районі виявлено, вивчено немало археологічних пам'яток, які засвідчують, що своїми здобутками трипільці стояли в одному ряду з населенням найрозвиненіших за рівнем культури племінних і міжплемінних утворень.
Багата колекція археологічних знахідок у районі на місцях господарювання скіфів-орачів, ранніх слов'ян. На родючих землях від Росі до Дніпра, обіч Росави, Росавки, Горохуватки, інших річок наші далекі предки удосконалювали виробництво, побут, формували свій світогляд. Все це не зникло безслідно, а лягло в основу багатих традицій, звичаїв, що збереглися до наших днів.
Степи і села Кагарлицького району дуже багаті на археологічні пам'ятки, які належать до всіх історичних епох, починаючи з стоянок раннього періоду стародавньої кам'яної доби (палеоліту) і закінчуючи залишками міст та сільських поселень епохи Київської Русі.
Стоянки і поселення, родові могильники і кургани, городища і неукріплені селища, скарби ювелірних виробів і знахідки стародавніх монет — це лише невеликий перелік того, що є в розпорядженні істориків про територію Кагарлицького району в давнину.
Таких пам'яток на території району нараховується 114; це городища — 5, поселення — 40, курганів — 36, курганних груп — 27, ґрунтових могильників — 5.
Біля села Черняхів у 1900 та 1901 роках археолог Вікентій Хвойка вперше дослідив ранньослов'янські могильники II ст. н. е., відкрив нову археологічну культуру наших пращурів, яку назвали за найменуванням села на Пороссі — черняхівською. Пізніше тут же виявлено ще два поселення того ж часу і трохи пізніших часів — трипільської культури (IV—III тисячоліття до н. е.), за назвою села в сусідньому Обухівському районі — Трипілля.
На правому березі Дніпра за 37 км від районного центру лежить село Балико-Щучинка. Воно цікаве своєю історією. Тут збереглися залишки городища Чучин, яке вперше згадується в літописі XI століття. Дане городище було фортецею і портом на Дніпрі і домінувало на всю навколишню територію. Відомо, що Чучин походить від назви річки Чучинка, яка протікала через село і воно почало заселятись на початку XVIII століття. Поруч з балкою, знаходидося село Балики, засноване Київським війтом Іваном Баликою в кінці XVI століття. Є і інша легенда походження назви села, яке вказує на риболовецький промисел, яким тут, певно, займалися, адже поселення розташоване біля річки («балик» і «щука»). У 1921 році села Балик і Щучинка об'єдналися в одне село. Тут же археологи розкопали давньоруське городище і кочівницькі кургани.

## Адміністративний устрій
Адміністративно-територіально район поділяється на 1 міську раду та 30 сільських рад, які об'єднують 50 населених пунктів і підпорядковані Кагарлицькій районній раді. Адміністративний центр — місто Кагарлик.

## Політика
25 травня 2014 року відбулися Президентські вибори України. У межах Кагарлицького району були створені 42 виборчі дільниці. Явка на виборах складала — 70,57 % (проголосували 19 735 із 27 965 виборців). Найбільшу кількість голосів отримав Петро Порошенко — 57,47 % (11 342 виборців); Юлія Тимошенко — 18,70 % (3 690 виборців), Олег Ляшко — 10,70 % (2 112 виборців), Анатолій Гриценко — 4,13 % (815 виборців). Решта кандидатів набрали меншу кількість голосів. Кількість недійсних або зіпсованих бюлетенів — 0,97 %.

## Населення
Розподіл населення за віком та статтю (2001):
| Стать | Всього | До 15 років | 15-24 | 25-44 | 45-64 | 65-85 | Понад 85 |
| --- | ------ | ----------- | ----- | ----- | ----- | ----- | -------- |
| Чоловіки | 17 239 | 3155        | 2264  | 4986  | 4474  | 2273  | 87       |
| Жінки | 21 006 | 2871        | 2183  | 4726  | 5613  | 5041  | 572      |
| \| Статево-вікова піраміда \| Статево-вікова піраміда \| Статево-вікова піраміда \| \| ----------------------- \| ----------------------- \| ----------------------- \| \| Чоловіки \| Вік \| Жінки \| \| 87 \| 85 + \| 572 \| \| 152 \| 80-84 \| 686 \| \| 522 \| 75-79 \| 1415 \| \| 808 \| 70-74 \| 1741 \| \| 791 \| 65-69 \| 1199 \| \| 1456 \| 60-64 \| 2096 \| \| 791 \| 55-59 \| 1127 \| \| 1077 \| 50-54 \| 1243 \| \| 1150 \| 45-49 \| 1147 \| \| 1312 \| 40-44 \| 1196 \| \| 1202 \| 35-39 \| 1180 \| \| 1257 \| 30-34 \| 1149 \| \| 1215 \| 25-29 \| 1201 \| \| 1047 \| 20-24 \| 1027 \| \| 1217 \| 15-20 \| 1156 \| \| 1275 \| 10-14 \| 1177 \| \| 1058 \| 5-9 \| 957 \| \| 822 \| 0-4 \| 737 \| |        |             |       |       |       |       |          |
| Статево-вікова піраміда |        |             |       |       |       |       |          |
| Чоловіки | Вік    | Жінки       |       |       |       |       |          |
| 87 | 85 +   | 572         |       |       |       |       |          |
| 152 | 80-84  | 686         |       |       |       |       |          |
| 522 | 75-79  | 1415        |       |       |       |       |          |
| 808 | 70-74  | 1741        |       |       |       |       |          |
| 791 | 65-69  | 1199        |       |       |       |       |          |
| 1456 | 60-64  | 2096        |       |       |       |       |          |
| 791 | 55-59  | 1127        |       |       |       |       |          |
| 1077 | 50-54  | 1243        |       |       |       |       |          |
| 1150 | 45-49  | 1147        |       |       |       |       |          |
| 1312 | 40-44  | 1196        |       |       |       |       |          |
| 1202 | 35-39  | 1180        |       |       |       |       |          |
| 1257 | 30-34  | 1149        |       |       |       |       |          |
| 1215 | 25-29  | 1201        |       |       |       |       |          |
| 1047 | 20-24  | 1027        |       |       |       |       |          |
| 1217 | 15-20  | 1156        |       |       |       |       |          |
| 1275 | 10-14  | 1177        |       |       |       |       |          |
| 1058 | 5-9    | 957         |       |       |       |       |          |
| 822 | 0-4    | 737         |       |       |       |       |          |

## Культура
Крім археологічних пам'яток Кагарличчина славиться унікальною пам'яткою садово-паркової культури XVIII—XIX століть. Площа його 35,5 га. він має 113 різновидів кущів і дерев з країн Європи і Азії. Парк заснований Дмитром Прокоповичем Трощинським. В парку є ставок, під назвою «Сажалка», він викопаний там, де б'є 24 джерела і має цікаву історію.
Вражало раніше архітектурне багатство парку. В палаці, флігеля, на алеях і галявинах було розміщено 748 творів мистецтва: копій грецьких та римських статуй, бюстів. Біля входу до парку і нині стоїть брама з кованого заліза, що збереглася ще з часів Трощинського. В парку є альтанка, яка розташована на пагорбі «Машук».
У районі збереглися культові приміщення — пам'ятки історії культури та архітектури в с. Слобода (1852 р.) церква Святої Анни та в с. Кадомка (1851 р.) церква Святого Миколая.
У районі діє 9 музеїв:
- районний історико-краєзнавчий музей,
- Балико-Щучинський державний музей «Героїв Букринсьеого плацдарму»
- 7 музейних філіалів (с.с. Бурти, Мирівка, Жовтневе, Стайки, Слобода, Сущани, Гребені, Великі Пріцьки).

- Мирівський краєзнавчий музей,
- Гребенівський, Жовтневський та Слобідський сільські краєзнавчі музеї,
- Стайківський сільський музей «Берегиня»,
- Буртівський краєзнавчий музей
- Сущанський меморіальний музей Народного художника України Карпа Дем'яновича Трохименка.

- Великопріцьківський сільський історико-краєзнавчий музей

Всі музеї зберігають матеріальну і культурну цінність району.
У 1985 році у селі Балико-Щучинка на високому пагорбі було споруджено монументальний ансамбль «Битва за Дніпро». Скульптор В.Зноба, архітектор О.Захаров.
У районі функціонує:
- 38 клубних установ, з них один Кагарлицький міський центр культури і дозвілля, 18 сільських будинків і 19 сільських клубів.
- 40 публічних масових бібліотек, з них 2 міські бібліотеки, 38 сільських бібліотек.

У Кагарлику діє дитяча школа мистецтв, а в с. Стрітівці — вища педагогічна школа кобзарського мистецтва. 4 самодіяльні художні колективи міського центру культури і дозвіллі носять звання «народний» :
- ансамбль художньої пісні;
- хоровий колектив;
- оркестр духових інструментів;
- самодіяльний театральний колектив.

## Екскурсійні об'єкти
- Древні могили (кургани) черняхівської культури (Черняхів)
- Кагарлицький парк (Кагарлик)
- Кагарлицький районний історико-краєзнавчий музей (Кагарлик)
- Музей «Берегиня» (Стайки)
- Музей «Букринський плацдарм» (Балико-Щучинка)
- Церква Святої Анни (Слобода)
- Музей Історичних пам'яток (Стави)
- руїни церкви Святого Архистратига Михаїла (Уляники)

## Персоналії
Кагарличчина славиться відомими письменниками, артистами, поетами, художниками. Це народні артисти України — В. П. Дашенко та М. Ф. Кононенко, саме вони були одними із перших засновників театру «Березіль». Поетка — Вегера-Предченко Н. М.. Народний художник із с. Сущани К. Д. Трохименко. Добре відомі в Україні імена літераторів: І.Рябокляч (с. Півці), Г.Олексенко (с. Стайки), Б.Рогоза, Д.Руденко, М.Майоренко, Є.Литвин (с. Стави), О.Булига (с. Великі Пріцьки), В.Скомаровський (с. Балико-Щучинка), М.Кагарлицький (с. Черняхів). Заслужена артистка України Буравська (Заманська) Надія Федорівна (с. Халча), Заслужений артист України Литвин Василь Степанович (с. Стрітівка).
Відомі на Кагарличчині і за межами України майстри декоративно-ужиткового мистецтва вишивальниці — заслужений майстер народної творчості Р.Горбач та майстер народної творчості «Золоті руки» — Н.Троненко, А.Евлогієв.